# Pseudaphorma astigma
Pseudaphorma astigma är en insektsart som beskrevs av Cesare Conci och Tamanini 1985. Pseudaphorma astigma ingår i släktet Pseudaphorma och familjen rundbladloppor. Inga underarter finns listade i Catalogue of Life.